# Sân bay Alberto Carnevalli
8°34′59″B 71°10′0″T / 8,58306°B 71,16667°T
Sân bay Alberto Carnevalli (IATA: MRD, ICAO: SVMD) là một sân bay cách Mérida 3 km về phía Tây Nam, Venezuela, trên độ cao 1.526 m trên mực nước biển. Đường băng dài nhất của sân bay này dài 1.630 m. Sân bay này nằm trong một thung lũng ở dãy núi Andes, bao quanh bởi các khu đồi núi. Sân bay này không phục vụ bay đêm. Ngày 21 tháng 2 năm 2008, chuyến bay số 518 của Santa Bárbara Airlines, một chiếc ATR 42-300 trên đường đi Caracas đã rơi ngay khi cất cánh từ Carnevalli làm 46 người trên máy bay thiệt mạng. Nguyên nhân tai nạn vẫn đang được điều tra.

## Các hãng hàng không và các tuyến điểm
- Avior Airlines (Caracas, Maracaibo, Valencia VE)
- Santa Bárbara Airlines (Caracas)